# Grenadataube
Die Grenadataube (Leptotila wellsi), auch Welltaube oder Wellstaube genannt, ist eine Art der Taubenvögel. Die Art kommt ausschließlich auf Grenada vor. Sie galt als eine der am meisten bedrohten rezenten Taubenarten der Welt.

## Erscheinungsbild
Die Grenadataube erreicht eine Körperlänge von bis zu 31 Zentimetern. Der Kopf ist überwiegend blassrosa, lediglich der Oberkopf ist mattbraun. Das Halsgefieder ist gelbbraun mit einem leichten rosa Schimmer. Die Kehle ist weiß. Die Brust ist rosa bräunlich. Bauch und Unterschwanzdecken sind weiß. Der Mantel sowie der Rücken und die Flügel sind olivbräunlich. Der Schnabel ist dunkelgrau. Die Iris ist gelbbraun mit blauen Augenringen. Die Füße und Beine sind karminrot.

## Verbreitung und Bestand

Verbreitungsgebiet der Grenadataube (grün) auf Grenada

Die Grenadataube ist eine wenig bekannte Art, die endemisch für die Insel Grenada in der Karibik ist. Sie kommt hier in Höhenlagen bis zu 150 Metern in trockenen Waldgebieten mit Dornengebüsch vor. Sie bevorzugt dabei die Bereiche, die sowohl ein weitgehend geschlossenes Kronendach als auch eine Mischung aus offenem Gelände und dichter Vegetation aufweisen.
Die Grenadataube kam noch in historischer Zeit auch auf Inseln vor, die im Küstengewässer von Grenada lagen. Die Bestandszahlen der Art sind vermutlich niemals hoch gewesen. Auf Grund von Erschließungsmaßnahmen und den damit einhergehenden Habitatveränderungen wurde die Grenadataube immer seltener. 1977 war sie im Norden der Insel bereits ausgestorben und kam nur noch im Westen und Südwesten der Insel vor. Gesichert ist, dass die Art zwischen 1987 und 1991 um etwa 50 Prozent abnahm. 1998 gab es nur noch etwa 100 Grenadatauben. Bis 2003 / 2004 hatte sich der Bestand etwa auf 182 Individuen erholt. Hurrikan Ivan, der im Jahre 2004 über diese Insel zog, hatte jedoch auch einen verheerenden Einfluss auf die Bestandszahlen. Der Bestand ging auf 136 Individuen zurück. 2007 wurde die Gesamtpopulation auf etwa 100 geschlechtsreife Vögel geschätzt. Die Anzahl von Männchen in solchen Reliktpopulationen ist tendenziell immer höher, so dass man von etwa 30 fortpflanzungsfähigen Brutpaaren ausgeht.

## Verhalten
Über die Lebensweise und das Fortpflanzungsverhalten der Grenadataube ist nur sehr wenig bekannt. Sie gilt als eine bodenbewohnende Art, die überwiegend von Früchten und Beeren lebt. Im Freiland wurde bis jetzt nur ein Nest von Grenadatauben beobachtet. Das Nest war von Januar bis Februar besetzt und fand sich in einer Taube. Jungvögel sind am Boden beobachtet und von Mitarbeitern des Forestry and National Parks Department fotografiert worden. Ein Nest wurde dabei nicht gefunden. 
Auf Grund der höheren Rufaktivität der Grenadatauben von Juni bis Dezember geht man davon aus, dass die Fortpflanzungszeit in diesen Zeitraum fällt. Es gibt aber auch Beobachtungen, die auf Unterschiede im Verhalten bei den Populationen im Westen der Insel und der im Südosten hinweisen. An der Westküste sind die Rufe der Grenadataube das ganze Jahr über zu hören. An der Südwestküste scheint die Rufhäufigkeit von der Jahreszeit beeinflusst zu sein. 
Grenadatauben wurden vermutlich 1926 in England gezüchtet. Das Paar tötete Artgenossen, die in die Voliere gesetzt wurden. Gegenüber anderen Taubenarten verhielten die Tauben sich dagegen friedlich. Bei der Aufzucht der Nestlinge verfütterten die Elternvögel einen verhältnismäßig hohen Anteil an tierischer Nahrung. Es ist aber nicht ganz gesichert, ob es sich bei den gehaltenen Tauben tatsächlich um Grenadatauben und nicht um Weißstirntauben handelte.

## Ursachen des Bestandsrückgangs und Schutzmaßnahmen
Als wesentlicher Faktor des Bestandsrückgangs gilt die Zerstörung des Habitats dieser waldbewohnenden Taube. Maßgeblich dafür ist vor allem die Umwandlung von Waldgebieten in Siedlungs- und Agrarflächen, die Beweidung durch Vieh sowie ein vermehrter Holzeinschlag, um Feuerholz zu sammeln. Eine Bejagung durch den Menschen gilt heute nicht mehr als wesentlicher bestandsbedrohender Faktor. Die Taube ist allerdings früher stärker bejagt worden. Einen Einfluss auf die Populationsgröße hat aber die Einführung von Säugetieren. Bereits von den indigenen Völkern Grenadas wurde das Südopossum eingeführt. Diese Art bedroht die Grenadataube in allen Lebensstadien. Die ebenfalls in diesem Zeitraum eingeführten Zwergbeutelratten sind potentielle Nesträuber. Die europäischen Siedler haben eine Reihe weiterer Arten eingeführt, die gleichfalls Beutegreifer der Grenadataube sind. Dazu zählt der Kleine Mungo, die Monameerkatze, Ratten sowie Hauskatzen. 
Die Regierung von Grenada hat in Zusammenarbeit mit der World Bank 1996 zwei Schutzgebiete eingerichtet, die zur Erhaltung dieser Art beitragen. Ein Schutzgebiet befindet sich im Westen der Insel (Perseverance und Woodford Estates) und ein weiteres auf dem Mount Hartman Estate im Süden. Teile dieses Schutzgebietes haben Nationalparkstatus, so dass weitere Eingriffe in diesen Lebensraum zumindest gesetzlich untersagt sind. Im Bereich des Mount Hartman Estate leben möglicherweise etwa 50 Prozent der Gesamtpopulation. Um das Jahr 2006 wurden jedoch Pläne der Regierung bekannt, dem Anwesen, eine alte und sehr großflächige Rinderfarm in einem der schönsten und am wenigsten verbauten Gebiete Grenadas, den Schutzstatus wieder zu nehmen und ihn mitsamt dem umliegenden Gelände an das Hotelkonsortium Four Seasons Hotels and Resorts zu verkaufen. Geplant waren auf dem Gelände die Errichtung von mehr als 200 Villen, 100 Hotelgebäuden und einem Golfplatz mit 18 Löchern. Die Regierung legte dazu im November 2006 gemeinsam mit Four Seasons ein umstrittenes und von Umweltschutzorganisationen angezweifeltes Umweltgutachten vor, in dem weder alternative Erschließungsvorschläge diskutiert noch die Grenadataubenreviere kartiert waren. Noch während über dieses Umweltgutachten diskutiert wurde, wurden bereits Teile des Geländes von Bulldozern planiert.
Das Vorgehen der Regierung Grenadas und Four Seasons wurde in der internationalen Presse thematisiert und führte dazu, dass endlich eine genaue Bestandserfassung in Auftrag gegeben wurde. Ergebnis dieser Untersuchung war, dass mehr als die Hälfte der noch existierenden Population in der Region um den Mount Hartman lebte und dass die ursprünglichen Erschließungspläne erhebliche Folgen für die Taubenpopulation haben würden. Man einigte sich schließlich auf einen Kompromiss. Die geplante Erschließung wurde im Umfang etwas reduziert. Die Grenzen des Nationalparks wurden so zugeschnitten, dass 50 der 58 bekannten Taubenreviere in dieser Gegend lagen. Es waren außerdem Ersatzflächen vorgesehen, die so wieder aufgeforstet werden sollten, dass sie den Tauben Lebensraum bieten würden. Die Regierung Grenadas verpflichtete sich außerdem zur Errichtung eines Nationalparks an der Westküste, wo mindestens sieben Grenadatäuber lebten. Four Seasons finanzierte ein Fangprogramm für eingeführte Säugetiere, um so die Reproduktionsrate der Grenadataube zu steigern.

### Weblink
- Leptotila wellsi in der Roten Liste gefährdeter Arten der IUCN 2013.1. Eingestellt von: BirdLife International, 2012. Abgerufen am 31. Oktober 2013.